# Josep Franch-Clapers
Josep Franch-Clapers, també escrit com Josep Franch i Clapers (Castellterçol, 23 de maig de 1915-Saint Remy, 27 de novembre de 2005) fou un artista català.

## Biografia
Va néixer a Castellterçol (Barcelonès) el 23 de maig de 1915 fill de Josep Franch i Font -constructor de carruatges- i de Concepció Clapers i Espinet. Inicià els seus estudis a l'escola parroquial i als 14 anys es traslladà a Barcelona per assistir a l'Escola de Patrons Decoradors. Poc després començà a treballar per al taller d'imatgeria religiosa Bochaca d'Olot, on practicà l'escultura, daurat i ornamentació de sants.
A l'inici dels anys trenta tornà a Barcelona per assistit als cursos de Llotja on descobrí la pintura a l'aigua obtenint el primer premi de l'Agrupació d'Aquarel·listes de Catalunya. En iniciar-se la guerra civil obrí un taller al carrer de Molas amb altres companys de Llotja però també desenvolupà altres activitats al secretariat de l'Escola de Belles Arts de Catalunya que en aquell temps s'obrí al convent de les Reparadores.
En acabar la guerra s'exilià a França i visqué el calvari dels camps de concentració a Saint Cyprien i Gurs i dels camps de treball a Saint Rémy. Durant l'ocupació francesa i com a membre d'una companyia de treball, va haver de treballar per a l'organització TOD en el camuflatge de bateries de costa i fortificacions. Després de la guerra s'establí a França i exposà a Arlés, Avinyó, Marsella, Montpeller, Narbona, Tolosa i finalment a París el maig de 1946.
Aquesta exposició fou presidida pel president de la Generalitat a l'Exili Josep Irla amb la presència de Giner de los Ríos com a representant del govern de la República, les autoritats franceses del moment i fins i tot Pablo Picasso. Posteriorment s'orientà vers l'art mural i l'any 1963 va obtenir la medalla d'or de la Chambre des Métiers de París.
Aquest premi li obrí moltes portes i començà a exposar al Canadà, Estats Units, Florència, Múnic penjant els seus mosaics a diversos llocs del món. Tot i dedicar-se comercialment a la decoració, no ha abandonat mai el seu taller de pintura, mosaics i vitralls. Josep Franch-Clapers va morir per una aturada cardíaca la matinada del 27 de novembre de l'any 2005 a la casa de Saint Remy.

## Fons personal
El seu fons personal es conserva a l'Arxiu Nacional de Catalunya. Franch-Clapers conservà durant quaranta anys la producció sobre la Guerra Civil al seu estudi de Saint Remy fins que les obres foren donades a la Generalitat i el material viatjà a Catalunya. El 9 d'octubre de 1986 va oferir la seva obra en donació per tal de dotar el fons d'art de la Generalitat. El 14 de novembre de 1988 el Consell Executiu de la Generalitat va acceptar l'oferiment i s'acceptà per Decret 379/1988. L'autor realitzà més de dues-centes obres destinades a narrar la peregrinació a l'exili, l'estada als camps de concentració de Saint Cyprien i Gurs i en la companyia de treball de Saint Rémy. Aquest conjunt, de gran valor artístic, presenta també un gran valor documental (històric) i l'autor ha fet donació a l'ANC perquè serveixi als investigadors com a testimoni d'uns fets cabdals per a Catalunya. Les obres poden ser catalogades segons el procediment artístic utilitzat però, les sèries que es conformen venen determinades per les accions viscudes: camí de l'exili, camps de concentració, i per acabar camp de treball.